# Captura de Óscar Ramírez Durand
La captura de Óscar Ramírez Durand, conocida militarmente como la operación Cerco 99, fue una operación antiterrorista realizada por las Fuerzas Armadas del Perú y la Policía Nacional del Perú con el objetivo de capturar a Óscar Ramírez Durand, cabecilla de la facción pro-seguir de Sendero Luminoso surgida tras la captura de Abimael Guzmán. La operación culminó con la captura de Óscar Ramírez Durand, alias "Camarada Feliciano", el 14 de julio de 1999.

## Antecedentes
Tras la Operación Victoria que llevó a la captura de Abimael Guzmán el 12 de septiembre de 1992, Sendero Luminoso se dividió en dos facciones: los "acuerdistas" y la facción pro-seguir, esta última liderada por Óscar Ramírez Durand, alias "Camarada Feliciano". La facción pro-seguir, o Sendero Rojo, acordó, tras una reunión celebrada en diciembre de 1992, seguir con los ataques armados y rechazar la estrategia del "acuerdo de paz" propuesta por Guzmán. Tras reorganizar sus fuerzas junto a Margie Clavo Peralta y Jorge Olivares del Campo, se activaron mandos en Huancayo y Junín y un pequeño mando en Lima al mando de "Camarada Rita". Entre 1995 y 1996 hubo un rebrote de violencia armada en Perú. Sin embargo, la captura de Clavo Peralta y Olivares del Campo hizo que Sendero Rojo pierda fuerza en su accionar. Para finales de 1996, el "Camarada Feliciano" empieza acciones para evitar ser capturado y se refugia en la zona de Vizcatán. Los primeros intentos para capturar al "Camarada Feliciano" fueron un fracaso debido a lo agreste del lugar. Los informes llegados del "Camarada Feliciano" por parte de las comunidades locales relataban que el "Camarada Feliciano" junto a sus simpatizantes entraban a los poblados a robar alimentos, ropas y medicinas. En 1998, Pedro Quinteros Ayllón y Jenny Rodríguez Neyra, mandos de Sendero Rojo, son capturados. Quinteros era un profesor que se había convertido en consejero político del "Camarada Feliciano" y su coordinador nacional mientras Rodríguez era un mando militar que había realizado ataques armados en Lima.

## Desarrollo

### Primeras acciones
En 1997, se seleccionó al coronel Eduardo Fournier Coronado para ubicar al "Camarada Feliciano" debido a su experiencia en inteligencia. En diciembre de dicho año, Fournier fue invitado a las instalaciones del Servicio de Inteligencia Nacional (SIN) para entrevistarse con Vladimiro Montesinos. A partir de dicha entrevista, Fournier ocupa la jefatura del Departamento de Subversión con el objetivo de centralizar y dirigir las actividades del SIN en cuanto a ubicar y capturar al "Camarada Feliciano". Como parte de esto Fournier diseñó la Operación Solitario para ubicar al "Camarada Feliciano". En el primer trimestre de 1998, a través de las interceptaciones a las comunicaciones radiales, el equipo del contralmirante Manuel Arriarán Medina logró identificar, de un banco de voces, la voz del "Camarada Feliciano". En junio de 1998, se logra fijar la ubicación del "Camarada Feliciano" en el Vizcatán, desde el que se movilizó hasta llegar al pueblo de Carrizales el 15 de agosto de 1998, permaneciendo en el lugar hasta el 8 de marzo de 1999 de forma encubierta. De allí, enviaba comisiones a Ernestina Hinostroza Canchari, alias "Camarada Estela", quien fuera su pareja.
El 13 de abril de 1999, Arriarán remite un reporte al SIN sobre la última posición geográfica obtenida del "Camarada Feliciano". Con dicho documento, Montesinos convocó a Fournier para "fijar" en el terreno al líder terrorista para proceder con su captura. Fournier elaboró tres cartas de situación y graficó sobre un mapa del departamento de Junín los movimientos obtenidos del "Camarada Feliciano". De las cartas, una fue enviada al contraalmirante Humberto Rosas Bounicelli, jefe del SIN; otra a Montesinos y la última al Departamento de Subversión. Montesinos, por su parte, reportó a Alberto Fujimori sobre lo obtenido.

### "Paloma"
Sin embargo, surgieron dudas acerca de la veracidad de la voz del "Camarada Feliciano", por lo que el 15 de junio de 1999, tras una fallida intervención militar entre abril y mayo de dicho año sin resultado positivo, se realizó una reunión de emergencia en el SIN en donde participaron Montesinos, Arriarán, Rosas y el general Edgard Cano Cano, jefe del Estado Mayor de las Fuerzas Armadas. La reunión concluyó con asumir que dicha voz era la del "Camarada Feliciano" por lo que se dispuso que Cano estrechara el "cerco" sobre el "Camarada Feliciano" sobre el terreno.
El 18 de junio, el general Pedro Vilca Sánchez, director de inteligencia de la Policía Nacional del Perú (DIRIN), le comunicó a Montesinos que tenía una colaboradora con el alias de "Paloma" que conocía sobre el "Camarada Feliciano". Montesinos derivó a la colaboradora a Fournier. "Paloma" fue llevada a una casa de seguridad del DIRIN y en dicha casa se le hizo escuchar las grabaciones obtenidas, a lo que ella identificó la voz del "Camarada Feliciano". Fournier le comunicó a Rosas sobre la identificación de la voz y Rosas le comunicó esto a Montesinos. Se identificó como posible ubicación del "Camarada Feliciano" en algún lugar cercano al caserío de La Libertad, en los límites de los departamentos de Junín, Ayacucho y Huancavelica.

### Equipo Especial de Inteligencia "Llanero"
"Paloma" reveló que conocía a dos profesores. Uno de ellos, "Rubén", que no era senderista, conocía a "Romeo", quien sí era senderista. Según señaló "Paloma", tanto "Rubén" como "Romeo" eran docentes. Con autorización de Rosas y conocimiento de Montesinos, Fournier organiza el Equipo Especial de Inteligencia "Llanero". El 24 de junio de 1999, una parte del Equipo "Llanero" parte hacia Huancayo para realizar las primeras investigaciones en el lugar acompañados de "Paloma". El 25 de junio parten los miembros restantes del Equipo "Llanero". Junto a ellos viaja a Huancayo Fournier quedando el coronel José Haro Iparraguirre a cargo del Departamento de Subversión. Paralelamente, el "Camarada Feliciano" llegó hacia Ullá. En Ullá, el "Camarada Feliciano" envió a "Alcides" hacia Huancayo para que prepare su ingreso hacia dicha ciudad para de esta forma evadir el cerco militar.
En la noche del 26 de junio, llega "Rubén", que es identificado por "Paloma". Luego de ser identificado, "Rubén" fue detenido y aunque negó en un inicio conocer a "Paloma", posteriormente aceptó conocerla y colaborar. De esta forma, "Rubén" señaló la casa de "Romeo" en la zona de Palián. La casa de "Romeo" disponía de diversas antenas para comunicaciones radiales, hecho que el coronel Juan Jesús Vargas Ramos comunicó a Fournier. Con seis agentes del Servicio de Inteligencia del Ejército (SIE), Fournier se dirigió hacia Palián para reunirse con Vargas. En Palián, Vargas les comunicó que cuando tocaron la puerta, una mujer descalza al ser consultada por "Romeo" les dijo que no se encontraba para luego cerrar bruscamente la puerta.

### La Casa de Palián
Con esto, Fournier le ordenó al comandante Henry Cueva Meza que tocara la puerta de la casa de Palián. Cuando Cueva tocó la puerta, éste entró a la casa de forma intempestiva luego de que la puerta se abriera. Con Cueva entraron Vargas, el mayor Eusebio Paredes Velásquez y el capitán Rolando Terrones, quienes registraron el lugar y encontraron un bastón metálico y un radio-transmisor. Al ser consultada la mujer sobre el dueño de los equipos, éste no dio una respuesta concreta mencionando, en su lugar, que era de un joven que se había ido para participar en una reunión en un colegio cercano. Con la información proporcionada por la mujer sobre la apariencia del joven, tres miembros del Equipo "Llanero", junto a "Paloma", se fueron a buscar a "Romeo" mientras Vargas se quedó con la mujer. Cuando Vargas revisaba la radio, la mujer aprovechó para escaparse. Paralelamente, los miembros del Equipo "Llanero" llegaron al colegio. Tras reconocer a uno de los presentes por las descripciones previamente proporcionadas, uno de los "Llaneros" se dirigió con "Paloma" para que reconociera de forma encubierta al sospechoso. "Paloma" lo reconoció como "Saúl".
Al ser intervenido "Saúl" de forma encubierta, éste manifestó que se encontraba alojado en la casa de unos amigos en la zona de Palián. Al ser llevado a la casa de Palián, "Saúl" declaró que desconocía quién era el propietario de la radio-transmisora y que cuando él llegó ese aparato estaba ya en ese lugar. Mientras se encontraban en la casa, escucharon que alguien estaba tocando la puerta por lo que asumieron una posición defensiva. Cuando el sujeto de la puerta sospechó, intentó huir pero fue pronto capturado e ingresado a la vivienda. El sujeto de la puerta fue identificado como Jorge Quispe Palomino, alias "Camarada Raúl", quien era el encargado de operar la radio.
Al día siguiente, fue capturado "Romeo" por un "Llanero" mientras el primero se dirigía a la casa. Capturado "Romeo", éste negó ser senderista, sin embargo, al registrar sus pertenencias se le encontró propaganda sobre el "Día de la heroicidad". Luego fue capturada "Magaly" cuando ésta tocó la puerta preguntando por "Saudita", que los agentes de inteligencia relacionaron con la mujer fugada. Debido a que ambos se negaban a decir algo, Fournier encargó que una psicóloga llegara a Huancayo para las acciones pertinentes. Por la noche, llegó un taxi a la casa de Palián con dos pasajeros: "Alcides" y "Rodolfo". Del taxi descendió "Alcides", quien tocó la puerta. Al observar "Alcides" que una persona extraña estaba en la casa, optó por huir corriendo, por lo que uno de los "Llaneros" lo persiguió hasta capturarlo. Mientras tanto, "Rodolfo", que se había quedado en el taxi, amenazó al chofer logrando huir del lugar. Horas después, los "Llaneros" ubicaron el taxi. El chofer fue detenido y luego de declarar, fue puesto en libertad. Por su parte, Fournier logró convencer a "Alcides" para que colaborara con los "Llaneros".
El 28 de junio, una joven tocó la puerta de la casa de Palián. Al hacérsela pasar, los "Llaneros" se pusieron a beber con ella ganándose su confianza. Cuando ella, que se identificó como "Blanca", mencionó que traía encargos para "Feliciano", fue detenida. Se encontró en su poder 5.000 dólares mandados por Florindo Eleuterio Flores Hala, alias "Camarada Artemio", a "Feliciano".

### El despliegue
Producto de las acciones de Fournier y la psicóloga, se obtuvo de "Alcides" que había dejado a "Feliciano" el 26 de junio en Ullá, cerca de una antena parabólica. Fournier solicitó una carta de la zona para ubicar Ullá y le pidió a "Alcides" que resalte los puntos claves del lugar. Luego de obtenida la información, Fournier se comunicó con Montesinos sobre "El Cojo", alias puesto a "Feliciano". Tras obtener la información, Montesinos se dirigió con Rosas para las coordinaciones con el Comando Conjunto de las Fuerzas Armadas y el Comandante General de la Segunda Región Militar, en donde se ubicaba Ullá. Debido al movimiento de las tropas, el factor sorpresa se perdió, por lo que Fournier comunicó de tal acontecimiento a Rosas y se retiró llevándose a "Alcides" hacia Huancayo. Se envió más de 2000 efectivos de las Fuerzas Armadas del Perú y la Policía Nacional del Perú con el objetivo de cercar al "Camarada Feliciano".
El 29 de junio, "Alcides", en una patrulla comandada por el comandante Nerio Huacac Espinoza y enviada por Fournier, llegó hacia Ullá. En Ullá, la patrulla encontró restos de un campamento en la zona y un cuchillo que "Alcides" reconoció como de "Feliciano". Esto llevó a Fournier a idear un plan para usar el radio-transmisor incautado y convencer a "Raúl" y "Blanca" para que usen dicho aparato para que traten de comunicarse con "Feliciano".

### Cercando al "Camarada Feliciano"
Aceptando colaborar y deseando ganar la confianza de Fournier, el "Camarada Raúl", fingiendo estar libre, se puso en contacto con el "Camarada Feliciano". El papel del "Camarada Raúl" era atraer al "Camarada Feliciano". A las 8 de la noche del 29 de junio, "Raúl" intentó comunicarse con "Feliciano" sin éxito. A las 9, "Raúl" recibió respuesta a través de unos silbidos, estableciéndose contacto con "Feliciano", a quien identificaban como "El Profesor". Al establecerse la comunicación, "Feliciano" recriminó con insultos a "Raúl" por no haberle llamado con oportunidad. Esto hizo que "Raúl" se convenciera de colaborar para que se capture a "Feliciano". Tras insultarle y preguntar por el "Abuelo" ("Alcides"), "Feliciano" le ordenó a "Raúl" a mantenerse en escucha hasta las 10 en la misma frecuencia. Sin embargo, transcurridos unos minutos, "Feliciano" volvió a silbar a lo que "Raúl" le contestó que no le podía escuchar. "Feliciano" le ordenó pasar a otras frecuencias, recibiendo la misma respuesta negativa de "Raúl". Molesto, "Feliciano" le dijo que se iba a comunicar a las 11. A las 11, "Feliciano" se comunicó nuevamente y desconfiando de "Raúl", pidió comunicarse con "Blanca", quien ya había aceptado colaborar. "Blanca" se ganó la confianza de "Feliciano" y quedaron al día siguiente para comunicarse a las 9 de la noche. Con esto, llegaron a consolidar las comunicaciones con "Feliciano". Al comunicarse a la hora esperada, "Feliciano" dijo que había burlado a los militares.
Tras comunicaciones previas, en la noche del 2 de julio, se comunicó la "Camarada Rina" con "Blanca" para decirle algunas disposiciones de "El Profesor" ("Feliciano") para con "Alcides". Debido al cambio de interlocutor, los agentes dedujeron que "Feliciano" se había ocultado ante la presencia de una patrulla cercana. El 3 de julio, "Feliciano" se comunica con "Blanca" pero ella hizo que no le escuchaba, lo que hizo molestar a "Feliciano". El 4 de julio, la "Camarada Rina" se comunicó con "Blanca" y le dijo que "“las chicas están jota jota... pronto se irán". Al tratar de descifrar el significado de la frase, "Raúl" declaró que esa frase significaba que los militares pronto se iban a retirar del lugar debido a que habían observado que no aguantaban el frío.
El 5 de julio, "Raúl" se intentó comunicar con "Feliciano", pero éste se había puesto en silencio radial. El 12 de julio, Fournier dispuso reanudar las comunicaciones. El encargado de las comunicaciones fue "Alcides". Tras esperar, se escuchó silbidos. Cuando contestó "Alcides", éste fue recibido por Víctor Quispe Palomino, alias "Camarada José". "Alcides" le comentó que no podía contactarse con "Feliciano". "José" le respondió que estaba lejos de "Feliciano" y que él iba a "hacer partido" (realizar maniobras de distracción para que "Feliciano" pudiera evadir el cerco. A las 9 de la noche, se escuchó una conversación entre "Feliciano" y otro sujeto al que le hablaba para que empezara a "jugar el partido" con "José" y "Alejandro". Ante esto, Fournier le dijo a "Alcides" que ingresara a las comunicaciones para lograr obtener alguna contestación de "Feliciano". "Feliciano" contestó a "Alcides" y, luego de insultarlo, le ordenó que se mantenga a la espera. 40 minutos después, "Feliciano" le dice a "Alcides" que avise a "Blanca" y "Raúl" que se preparen para ir al punto 74.19 (Acopalca) y que "Blanca" lleve el dinero y los víveres.
Tras reanudarse el enlace, "Feliciano" preguntó sobre cómo estaba la ruta hacia Acopalca a lo que "Alcides" contestó que se encontraba bien hasta la zona de Palián. Luego ordenó a "Alcides" que se vaya a pie hasta Acopalca para que haga reconocimiento de terreno. Se evaluó que "Feliciano" tenía por objetivo ingresar a Huancayo en la madrugada del 13 de julio. De las comunicaciones interceptadas, se ubicó a "Feliciano" en Acopalca y que bajaría hacia Vilcacoto. Ante esto, Rosas y Montesinos alertaron al oficial a cargo del personal en la zona para que realizara las maniobras pertinentes. En esos momentos, además, Fujimori hacía ingreso al SIN para informarse de la situación. Montesinos se comunicó con Fournier y le preguntó sobre el plan de operaciones a ejecutar, a lo que éste respondió que había diseñado uno. Luego, Fournier se comunicó con el general Carlos Indacochea Ballón para alertarle de la llegada de "Feliciano" a Vilcacoto a las 3 de la madrugada del 13 de julio y sobre el plan a desarrollar. Fournier refirió que iría con los "Llaneros", algunos miembros del SIE y Nerio Huacac.

### La persecución
A las 2 de la mañana, Fournier y sus hombres salieron en tres vehículos. Se les unió a ellos el general Indacochea y el coronel Tito Núñez Mantilla. A las 2 y 50, un agente del SIE informó que se encontraban cerca a Vilcacoto. Fournier ordenó detenerse y ocultar los vehículos. A las 3, "Alcides" intentó comunicarse con "Feliciano", pero no tuvo éxito. A las 3 y 20, Montesinos llamó a Fournier y éste le informó que se encontraba a las afueras de Vilcacoto esperando a "Feliciano".
A las 4 y 10, "Feliciano" se comunica con "Alcides". Éste le dice a "Feliciano" que se encontraba en el lugar con "Raúl y "Blanca" esperando órdenes. "Feliciano" le dice que se encuentra a 200 metros de Vilcacoto. Cuando "Alcides" le comenta que van a ir a su encuentro, "Feliciano" le dice que primero vaya "Blanca" con el encargo y después que "Alcides" y "Raúl" suban, cortando inmediatamente la comunicación. Debido a que no se había llevado los víveres ni el dinero, se ideó un plan contingente. Se concibió que "Blanca" se acercara a "Feliciano" siendo seguida por 14 soldados al mando de Huacac y luego el equipo de inteligencia. A las 5 y 12, Montesinos se comunicó con Fourier para saber sobre la situación. Sin embargo, Fourier cortó la comunicación diciendo "Voy a cortar, ahí están llegando. Vienen, vienen, están entrando". A las 5 y 15, tres mujeres pasaron presurosas. Huacac y "Blanca" las habían visto y las dejaron pasar sin dejarse ver. Estas mujeres eran una avanzada que había enviado "Feliciano" como medida de seguridad. Entre estas mujeres, que fueron capturadas, se encontraba "Marcela", la pareja de "Alcides" y quien iba a tomar contacto con "Blanca". Fournier dispuso que "Blanca" y "Alcides" le preguntaran a "Marcela" sobre la ubicación de "Feliciano". "Marcela" le dijo que "Feliciano" estaba cerca a la entrada de Vilcacoto oculto en una acequia con dos hombres y cuatro mujeres.
Fournier dispuso de un nuevo plan, pero no se logró ubicar a "Feliciano". Ante esto, Fournier envió a Huacac a las cumbres para cortarle el escape a "Feliciano". A las 6 y 30, Montesinos se comunica con Fournier para que le comunique de las novedades. Fournier le contesta que si él pudiera coordinar para que se cierren las alturas de Acopalca, Cochas Grande y la entrada a Palián además de solicitar el cierre de las carreteras por parte de la policía mientras él iba a coordinar con los ronderos para peinar la zona. Rosas se encargó de llamar al Comando Conjunto de las Fuerzas Armadas para el cierre de las alturas y al director general de la Policía, el general Fernando Dianderas, para el cierre de las carreteras.
Al mediodía del 13 de julio, llegó un destacamento al mando del capitán Miguel Valdeavellano Vento, jefe de la Patrulla "Miguel". Fournier le dio la misión a Valdeavellano de patrullar con su personal la carrozable que une Vilcacoto con Cullpa, Cochas Chico y Cochas Grande, revisar las casas abandonadas y establecer control de identidad. Al finalizar el 13 de julio, el personal se encontraba diseminado en el lugar en anillos de seguridad patrullando. Mientras tanto, "Feliciano" salió de su escondite a las 10 de la noche hacia un canal de regadío, que al encontrarlo procedió a caminar con su gente por el borde burlando, de esa manera, los primeros anillos de seguridad.

### La captura
El 14 de julio, "Feliciano" y las tres mujeres que le acompañaban llegaron frente a Cochas Grande. En aquel lugar encontraron un bus de pasajeros, al que abordaron rápidamente y cuyo chofer estaba lavando. A las 5 y 30, mientras el bus avanzaba manejado por el suboficial Adolfo Salazar Quintana (quien desconocía que llevaba a "Feliciano"), fue intervenido por Valdeavellano. Al revisar el bus, Valdeavellano llegó a reconocer a "Feliciano" capturándolo junto a las tres mujeres que fueron identificadas como Elisa Hinostroza Huacache, alias "Raquel"; María Carmen Coro Quispe, alias "Olga" y Meliana Quispe Palomino, alias "Rita". Luego de capturarlos, trasladaron a los intervenidos a la Comisaría de El Tambo. A El Tambo llega Indacochea, quien recoge a los capturados y los lleva al aeropuerto de Jauja, donde se encontraba Fujimori.
Debido a su colaboración, el "Camarada Raúl" fue puesto en libertad debido a la confianza ganada. Mientras tanto, los detenidos partieron del aeropuerto de Jauja en un avión Antonov con destino a Lima, siendo recibidos por el comandante Óscar Cáceres Rodríguez y trasladados, por mandato del Consejo Supremo de Justicia Militar, a las instalaciones del SIN. En el SIN, Montesinos tendría conversaciones con "Feliciano" y realizaría trabajos de inteligencia.

## Postrimerías
Tras la captura de "Feliciano", se dispuso del desarrollo de la Operación Dúo-99, con el objetivo de capturar a Víctor Quispe Palomino y a Alejandro Borda Casafranca, "Camarada Alipio". Sin embargo, dicha operación no lograría su cometido tras la caída del régimen fujimorista.
Paralelamente, los "acuerdistas", para noviembre del 2000, desarrollaron una nueva estrategia a la que denominaron como "solución política".